# Veneer
Veneer es el álbum debut del cantautor sueco José González, publicado el 29 de octubre de 2003 en Suecia, el 25 de abril de 2004 en el resto de Europa y el 6 de septiembre de 2005 en los Estados Unidos. Ha vendido unas 700.000 copias en todo el mundo y ha conseguido el disco de platino en el Reino Unido. Se extrajeron dos sencillos del álbum: "Heartbeats", una versión del grupo electrónico The Knife publicado en enero de 2006, y "Crosses", publicado en abril de 2006.

## Lista de canciones
Todas las canciones escritas y compuestas por José González, excepto donde se indique. 
| N.º   | Título                    | Escritor(es)                          | Duración |  |
| 1.    | «Slow Moves»              |                                       | 2:52     |  |
| 2.    | «Remain»                  |                                       | 3:46     |  |
| 3.    | «Lovestain»               |                                       | 2:17     |  |
| 4.    | «Heartbeats»              | Karin Dreijer Andersson, Olof Dreijer | 2:40     |  |
| 5.    | «Crosses»                 |                                       | 2:43     |  |
| 6.    | «Deadweight on Velveteen» |                                       | 3:27     |  |
| 7.    | «All You Deliver»         |                                       | 2:20     |  |
| 8.    | «Stay in the Shade»       |                                       | 2:23     |  |
| 9.    | «Hints»                   |                                       | 3:52     |  |
| 10.   | «Save Your Day»           |                                       | 2:30     |  |
| 11.   | «Broken Arrows»           |                                       | 1:58     |  |
| 30:49 |                           |                                       |          |  |

## Personal
- José González – voz, guitarra, percusión
- Stefan Sporsen – trompeta en "Broken Arrows"

- Datos: Q2890995